# Hohengeroldseck-Formation

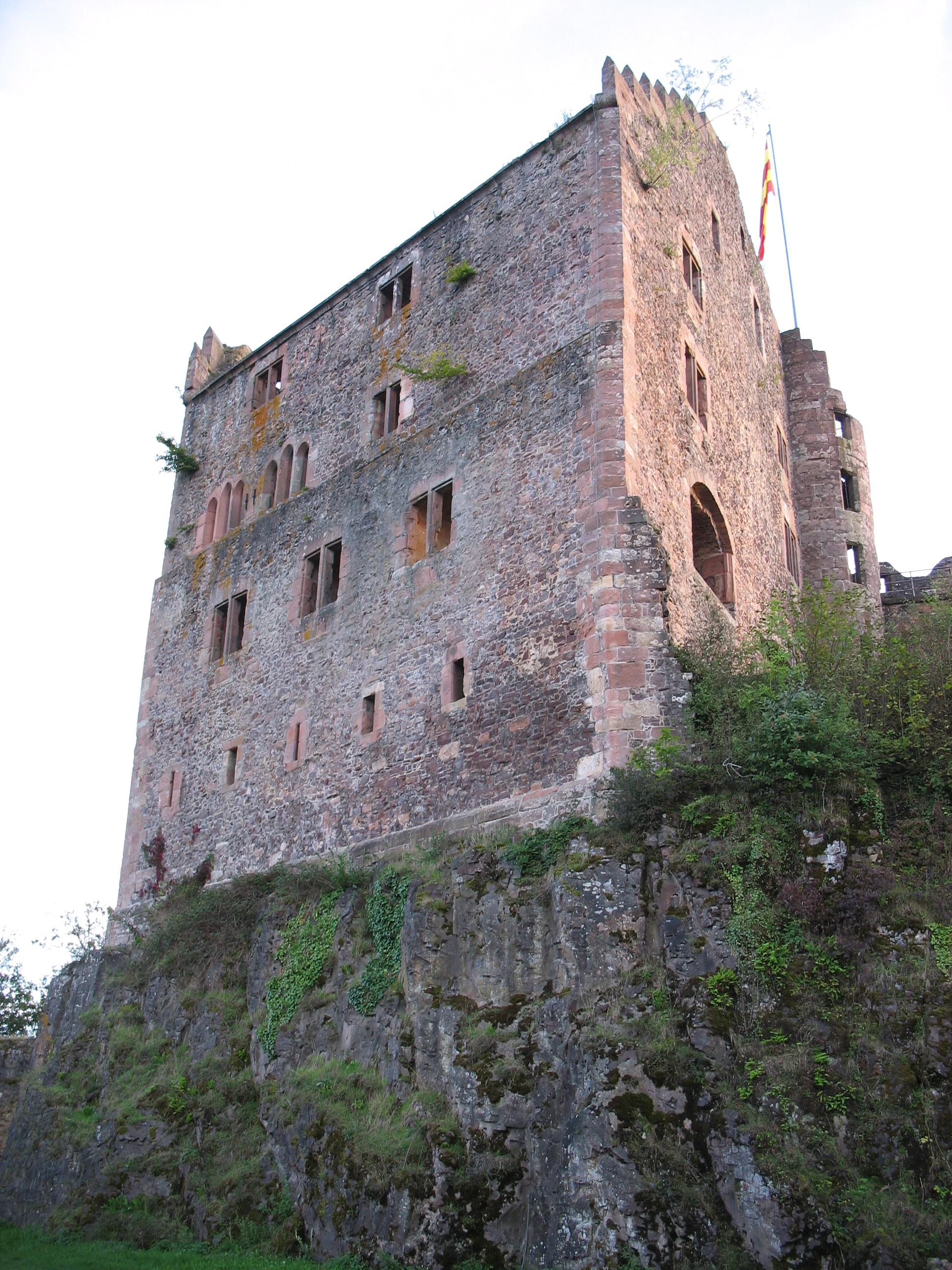
Burgruine Hohengeroldseck im Ortsteil Schönberg der Gemeinde Seelbach (nahe Lahr) im Ortenaukreis in Baden-Württemberg. Die Burgruine steht auf dem Brandeck-Quarzporphyr der Geisberg-Formation. Dieser überlagert hier Arkosen und Konglomerate der Hohengeroldseck-Formation, die hier ihre Typusregion hat.

Die Hohengeroldseck-Formation ist in der Erdgeschichte eine lithostratigraphische  Gesteinseinheit im Oberkarbon (Pennsylvanium) des Zentralschwarzwaldes (Baden-Württemberg).

## Namensgebung und Typlokalität
Der Name wurde von Edgar Nitsch und Hubert Zedler 2009 vorgeschlagen. Ältere informelle Namen in den geologischen Karten und der älteren Literatur sind: Steinkohlenablagerung von Geroldseck, oberes Kohlengebirge von Hohengeroldseck, Unteres Rotliegendes und Stefan und Unteres Rotliegendes an der Hohengeroldseck. Eine Typuslokalität wurde nicht bestimmt, das Typusgebiet liegt im Emersbachtal zwischen der Burgruine Hohengeroldseck und Rebio bei Seelbach (nahe Lahr) im Ortenaukreis in Baden-Württemberg. TK 25-Nr.7613, ungefähr R 34 24 900, H 53 05 075. Das derzeitige Verbreitungsgebiet erstreckt sich von Nordrach bis Wittelbach (Gem. Seelbach), Rebio (Gem. Biberach/Baden), Hohengeroldseck, Oberharmersbach und Langhard (Gem. Oberharmersbach).

## Definition, Korrelation und Alter
Die Untergrenze der Hohengeroldseck-Formation bildet die Auflagerung von grauen bis grauvioletten Arkosekonglomeraten und Arkosen auf das variskische Grundgebirge. Die Obergrenze ist durch das Einsetzen der Rotliegend-Vulkanite (Geisberg-Formation) definiert. Sie ist aus dunkel- und hellgrauen bis violettgrauen Arkosenkonglomeraten und Arkosen aufgebaut, die mit grauen und schwarzgrauen Siltsteinen wechsel lagern. Letztere enthalten auch dünne Steinkohlenflöze. Häufig enthalten die Sedimente kleine Pyritkonkretionen, die die Gesteine im verwitterten Zustand rostfleckig aussehen lassen. Im höheren Teil nimmt der Anteil an rotbraunen, violetten und grünlichen Sedimenten zu. Es schalten sich zudem häufiger Arkosekonglomerate ein. Es finden sich aber (noch) keine Quarzporphyr-Gerölle in den Konglomeraten. Die Mächtigkeit beträgt im sog. Hohengeroldseck-Graben bzw. im Geroldseck-Becken um die Burgruine Hohengeroldseck herum bis etwa 70 m, in anderen Aufschlüssen lediglich 5 bis 25 m.
Die Hohengeroldseck-Formation ist auf das kleine Geroldseck-Becken beschränkt. Im Rotliegend wurde das Geroldseck-Becken und auch das Oppenau-Becken in die Entwicklung des Offenburg-Becken mit einbezogen bzw. die beiden Becken wurden jeweils ein Teilbecken des Offenburg-Becken. Der Fossilinhalt der Hohengeroldseck-Formation belegt für den unteren Teil ein Stefanium A- oder Stefanium-B-Alter, für den mittleren Teil ein Stefanium-B-Alter. Auch im oberen Teil (früher dem Rotliegend zugerechnet) zeigen die Palynomorphen-Assoziationen noch große Ähnlichkeiten mit stefanischen Floren. Absolute Altersdatierungen an Gesteinen der Hohengeroldseck-Formation liegen nicht vor. In den geologischen Karten wird die Hohengeroldseck-Formation mit dem Kürzel coH bezeichnet.

## Ablagerungsraum und Fossilinhalt
Es handelt sich um alluviale bis fluviatile Rinnensedimente, die sich in Seesedimente und Flutabsätze einschneiden. In Mooren kommen es zur Akkumulierung von pflanzlichem Material, das später zu den geringmächtigen Steinkohlenflöze verdichtet und umgewandelt wurde. Stigmarien belegen, dass die Pflanzen auch an Ort und Stelle gewachsen sind. Die Schichten sind verhältnismäßig fossilreich, vor allem Pflanzenfossilien wurden gefunden. Beschrieben wurden:
- Keilblattgewächse (Sphenophyllales): Sphenophyllum
- Schachtelhalme (Equisetopsida): Kalamiten (Calamites), Annularia, Asterophyllites, Macrostachya, Palaeostachia und Pinnularia
- Bärlapppflanzen (Lycopodiopsida): Schuppenbäume, Sigillaria, Asolanus, Syringodendron
- „Farne“: Acitheca, Cyathocarpus
- Cordaitales: Cordaites, Rhabdocarpus, Cordaianthus
- Fiederblätter unsicherer Zugehörigkeit: Aphlebia, Schizopteris, Sphenopteris, Alloiopteris, Dactylotheca, Pecopteris, Callipteridium, Neuropteris, Reticulopteris, Linopteris und Odontopteris
- Holzreste

Tierische Fossilien sind selten (nicht näher bestimmte Flügel von Schaben (Blattodea) und Fischreste); es sind außerdem ein paar wenige Spurenfossilien beschrieben worden.

## Untergliederung
Bisher wird die Formation formal nicht weiter untergliedert. Möglicherweise können drei Fining-Upward-Zyklen ausgeschieden werden, die jeweils mit mehrere Meter mächtigen Arkosen beginnen und mit Schiefertonen enden. Der untere Zyklus beginnt mit einer zwei bis drei Meter mächtigen „Unteren Arkose“, über der ein ca. drei Meter mächtiger „Unterer Schieferton“ mit dünnen Kohleflözen liegt. Darüber folgt die etwa 20 Meter mächtige „Mittlere Arkose“, die von dem etwa acht Meter mächtigen „Oberen Schieferton“ gefolgt wird, der wiederum Steinkohleflöze (Fettkohle) enthält. Der dritte Zyklus beginnt mit der einige Meter mächtigen „Oberen Arkose“, über der 20 bis 30 Meter der „Hangenden Arkose-Schieferton-Schichten“ folgen. Diese „Hangenden Arkose-Schieferton-Schichten“, eine Wechsellagerung aus grauen, grüngrauen und violettgrauen sandigen Siltsteinen mit Pflanzenhäckseln mit geringmächtigen grauen bis braunen Arkosen und einzelnen Gerölllagen, wurden bisher meist dem Unterrotliegend zugewiesen. Da sie aber noch keine Quarzporphyr-Gerölle aufweisen, wurden sie von Nitsch und Zedler zur neuen Hohengeroldseck-Formation gestellt.

## Wirtschaftliche Bedeutung
Die gering mächtigen, regional eng begrenzten Steinkohlenflöze wurden im 18. Jahrhundert über drei Jahrzehnte hinweg abgebaut. Dann musste der Abbau wegen Unrentabilität wieder eingestellt werden.